# 第4集团军 (德国国防军)
第4軍團（德語：4. Armee）是第二次世界大战期间德意志国防军的一个集团军。

## 历史

### 西方战役
它在1939年8月建成，随即参与了对波兰的入侵。1940年，它作为伦德施泰特元帅所领导的A集团军群的一部分参与了对低地国家和法国的入侵。第4集团军第7裝甲師的埃爾溫·隆美爾少将在此役中取得了惊人的成就，一举突破敌军防线深入南法。第4軍團的指挥官炮兵上将京特·冯·克鲁格也在1940年7月19日与其他许多人一起晋升为陆军元帅。

### 巴巴罗萨
1941年，第4軍團作为费多尔·冯·博克元帅的中央集团军群的一部分参与了巴巴罗萨行动。1942年，参与了南下高加索的蓝色方案。蓝色方案发起后，第4集团军和整个中央集团军群没有太多行动，因为部队集中在南方。从1943年开始，第4集团军与中央集团军群的其他编队一起撤退。整個1943年秋冬季都在奧爾沙附近第聶伯河黑豹陣地及其附近不斷進行防禦戰。红军在1943年秋季的苏沃洛夫行动（也称为“公路战役”）中，第4集团军被推回奥尔沙。从10月到12月的第一周，西线曾四次试图夺取奥尔沙，但在激烈的战斗中第4集团军被击败。
1941年12月1日的编制
- 第7軍，法姆巴赫砲兵上將，下轄第197、第7和第292步兵師
- 第20軍，馬特納步兵上將，下轄第258、第3摩托化師和第183步兵師
- 第57军，阿道夫·昆岑裝甲部隊上將，率領第19和第20裝甲師、第15步兵師、黨衛軍「帝國」師
- 第12軍，施羅斯步兵上將，下轄第98、137、34、263和17步兵師
- 第13軍，費爾伯步兵上將，下轄第268、260和第52步兵師

### 且战且退

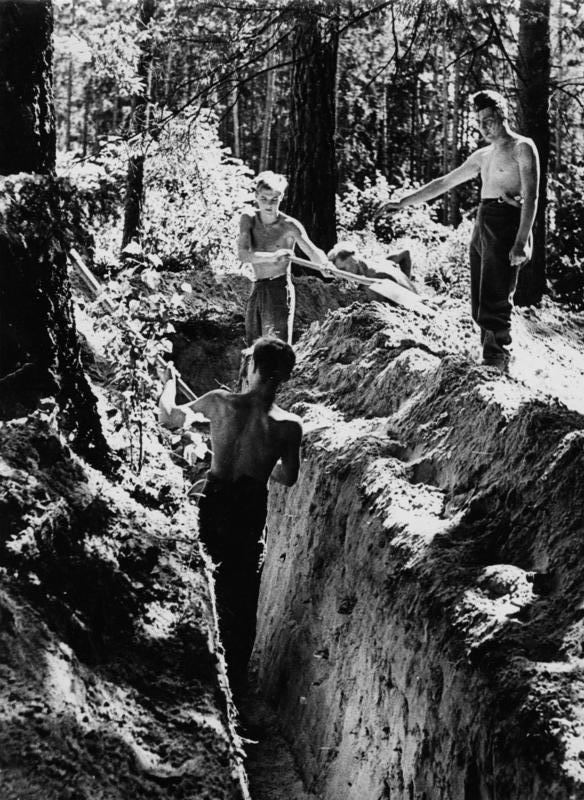
國家勞役團成员在东普鲁士边境附近设立阵地（1944年8月11日）。1944年夏天，东部前线已到达德国边境

1944年，第4集团军在白俄罗斯苏维埃社会主义共和国的奥尔沙和莫吉廖夫以东占据防御阵地，占据第聂伯河以东25乘80英里的桥头堡。蘇西方面軍連續十一次戰鬥攻擊了第4軍團。由於蘇軍戰術上的不足和海因里希的出色領導，紅軍損失慘重。不成功的攻擊使紅軍損失了超過53萬名士兵；第4軍團的損失3.5萬人，其中死亡和失蹤1萬人。然而那一年的苏联夏季攻势，巴格拉季昂行动于6月22日开始，对包括第4集团军在内的国防军造成了灾难性的后果。它被包围在明斯克以东，在巴格拉季昂战役开始后的12天内损失了130,000人，第4軍團基本被摧垮，其损失如下：
- 第39裝甲軍军长——砲兵上將馬丁內克——阵亡
- 第110步兵師师长——中將馮庫洛夫斯基——被俘
- 第337步兵師师长——許內曼中將——阵亡
- 第12步兵師师长——巴姆勒中將——被俘
- 第31步兵師师长——奧克斯納中將——被俘
- 第12軍军长——穆勒中將——被俘
- 第18裝甲擲彈兵師师长——塔弗恩中將——自殺
- 第267步兵師师长——德雷舍中將——阵亡
- 第57步兵師师长——特羅維茲中將——被俘
- 第27軍军长——沃爾克斯步兵上將——被俘
- 第78步兵突擊師师长——特勞特中將——被俘
- 第260步兵師师长——克拉姆特少將——被俘

在本年剩余时间中，军队进行了重建。在1944年末至45年间，第4集团军改由弗里德里希·霍斯巴赫上將指挥，负责控制东普鲁士的边界。

### 东普鲁士
1945年1月12日的编制
- 赫爾曼·戈林傘兵裝甲軍，施馬爾茨少將，下轄第21和第61步兵師以及赫爾曼·戈林第2傘兵裝甲師
- 第41裝甲軍，魏德林砲兵上将，下轄第28獵兵師、第50、第170和第367步兵師
- 第6軍，格羅曼步兵上将，下轄第541和558國民擲彈兵師以及第131步兵師和漢尼拔警察大隊
- 第55軍，赫爾萊因步兵上将，下轄第203步兵師以及第562和第547國民擲彈兵師
- 第23步兵師
- 赫爾曼·戈林第1裝甲傘兵師

苏联的东普鲁士攻势于1945年1月13日开始，第2集团军在两周内稳步向波罗的海沿岸撤退，第4集团军面临被包围的威胁。霍斯巴赫在中央集团军群指挥官格奧爾格-漢斯·萊因哈特的同意下，试图通过向埃尔宾（今波兰埃爾布隆格）进攻来突破东普鲁士；但进攻被击退，第4集团军再次被包围。由于违抗命令，霍斯巴赫和莱因哈特都被解除了指挥权。
到2月13日，白俄罗斯第3方面军将第4集团军赶出了海尔斯堡（Heilsberg，今波兰瓦爾米亞地區利茲巴克）三角地带。3月13日之后，白俄罗斯第3方面军将第4集团军推进到海利根貝爾（Heiligenbeil，今俄罗斯馬莫諾沃）以西10乘2英里的滩头阵地，隨後爆發了海利根貝爾口袋戰役，第4軍團大部被殲。之后希特勒最终于3月29日允许军队越过维斯图拉潟湖撤退到维斯图拉沙嘴。柯尼斯堡沦陷后，希特勒派遣第4集团军司令部离开东普鲁士，并将其部队与第2集团军合并，组成东普鲁士集团军群，由迪特里希·冯·绍肯指挥，后者在1945年5月底向红军投降。同时第4集团军改编为第21集团军，参加了在柏林周边的战役，一直战斗到1945年5月8日德国投降。

## 指揮官
| 任次 | 肖像 | 指挥官                                      | 上任           | 卸任           |
| ---- | ---- | ------------------------------------------- | -------------- | -------------- |
| 1    |      | 大将 京特·冯·克鲁格 (1882-1944)             | 1939年8月1日   | 1941年12月19日 |
| 2    |      | 山地部队上將 路德维希·库伯勒 (1889-1947)    | 1941年12月19日 | 1942年1月20日  |
| 3    |      | 步兵上將 哥特哈德·海因里希 (1886-1971)      | 1942年1月20日  | 1942年6月6日   |
| 4    |      | 大將 汉斯·冯·萨穆特 (1888-1962)             | 1942年6月6日   | 1942年7月15日  |
| 5    |      | 大將 哥特哈德·海因里希 (1886-1971)          | 1942年7月15日  | ？1943年6月    |
| 6    |      | 大將 汉斯·冯·萨穆特 (1888-1962)             | ？1943年6月    | 1943年7月31日  |
| 7    |      | 大將 哥特哈德·海因里希 (1886-1971)          | 1943年7月31日  | 1944年6月4日   |
| 8    |      | 步兵上將 库尔特·冯·蒂普尔斯基希 (1888-1962) | 1944年6月4日   | 1944年6月30日  |
| 9    |      | 中將 文森茨·穆勒 (1894-1961)                | 1944年6月30日  | 1944年7月7日   |
| 10   |      | 步兵上將 库尔特·冯·蒂普尔斯基希 (1888-1962) | 1944年7月7日   | 1944年7月18日  |
| 11   |      | 步兵上將 弗里德里希·霍斯巴赫 (1894-1980)    | 1944年7月18日  | 1945年1月29日  |
| 12   |      | 步兵上將 弗里德里希·威廉·穆勒 (1897-1947)   | 1945年1月29日  | 1945年4月27日  |